# 덴마크 왕세자 크리스티안
크리스티안 왕세자(덴마크어: Christian, Crown Prince of Denmark, 2005년 10월 15일 ~ )는 덴마크 왕실의 왕세자로 마르그레테 2세 여왕의 손자이며 프레데리크 10세와 덴마크 왕비 메리의 장남이다. 2024년 현재 크리스티안 왕세자는 덴마크 왕위 계승서열 1위에 있다.